# Hequ
Der Kreis Hequ (河曲县 Héqǔ Xiàn) ist ein chinesischer Kreis, der zum Verwaltungsgebiet der bezirksfreien Stadt Xinzhou in der Provinz Shanxi gehört. Die Fläche beträgt 1.313 Quadratkilometer und die Einwohnerzahl 123.505 (Stand: Zensus 2020). 1999 zählte Hequ 132.057 Einwohner.